# ۲۲ ژانویه
۲۲ ژانویه بیست و دومین روز سال در گاه‌شماری میلادی است. ۳۴۳ روز (در سال‌های کبیسه ۳۴۴روز) تا پایان سال باقی‌است.

## رویدادها
- ۶۱۳ - کنستانتین سوم به عنوان شریک سزار در امپراتوری، توسط پدرش هراکلیوس در قسطنطنیه تاجگذاری کرد.
- ۱۵۱۷ - سپاهیان امپراتوری عثمانی تحت فرمان سلیم یکم، سلطنت مملوک را در نبرد ریدانیه شکسته داده و مصر را تصرف کردند.
- ۱۹۰۱ - ادوارد هفتم بعد از مرگ مادرش، ملکه ویکتوریا، به پادشاهی رسید.
- ۱۹۰۵ - یکشنبه خونین در سن پترزبورگ، آغاز انقلاب ۱۹۰۵.
- ۱۹۱۸ - جدا شدن اوکراین از روسیه.
- ۱۹۲۴ - رمزی مک‌دونالد اولین نخست‌وزیر حزب کارگر بریتانیا می‌شود.
- ۱۹۴۹ - تصرف شهر پکن توسط کمونیست‌های چینی
- ۱۹۵۷ - اسرائیل از شبه‌جزیره سینا عقب‌نشینی می‌کند.
- ۱۹۶۲ - سازمان کشورهای آمریکایی، عضویت کوبا را لغو می‌کند.
- ۱۹۶۸ - آپولو ۵ با حمل ماه‌نشین آپولو، زمین را ترک می‌کند.
- ۱۹۷۰ - بوئینگ ۷۴۷، اولین «جمبو جت» دنیا، به صورت تجاری وارد خطوط هوایی سراسری آمریکا می‌شود.
- ۱۹۸۴ - مکینتاش، اولین رایانه شخصی که موشواره و واسط گرافیکی کاربر داشت، معرفی شد.

## زادروزها
- ۱۴۴۰ - ایوان سوم، شاهزاده روس (د. ۱۵۰۵)
- ۱۵۵۲ - والتر رالی، نویسنده، شاعر، سرباز، جاسوس و کاشف انگلیسی (د. ۱۶۱۸)
- ۱۵۶۱ - فرانسیس بیکن، فیلسوف انگلیسی (د. ۱۶۲۶)
- ۱۷۲۹ - گوتهولد افرایم لسینگ، فیلسوف و نویسنده آلمانی (م. ۱۷۸۱)
- ۱۷۸۸ - لرد بایرون، نویسنده انگلیسی (م. ۱۸۲۴)
- ۱۸۴۹ - اگوست استریندبرگ، نویسنده، شاعر و نمایش‌نویس سوئدی (م. ۱۹۱۲)
- ۱۸۶۹ - گریگوری راسپوتین، راهب روس (م. ۱۹۱۶)
- ۱۸۷۵ - دیوید وارک گریفیث، کارگردان آمریکایی (م. ۱۹۴۸)
- ۱۸۷۹ - فرانسیس پیکابیا، نقاش و شاعر فرانسوی (م. ۱۹۵۳)
- ۱۸۹۱ - آنتونیو گرامشی، فیلسوف و سیاستمدار ایتالیایی (م. ۱۹۳۷)
- ۱۹۰۷ - دیکسی دین، فوتبالیست آمریکایی (م. ۱۹۸۰)
- ۱۹۰۸ - لو لانداو، فیزیک‌دان روس، برنده جایزه نوبل فیزیک (م. ۱۹۶۸)
- ۱۹۰۹ - او تانت، دیپلمات میانماری و سومین دبیرکل سازمان ملل متحد (م. ۱۹۷۴)
- ۱۹۱۳ - آنری بوشو، روانکاو و نویسنده بلژیکی (م. ۲۰۱۲)
- ۱۹۱۵ - هاینریش آلبرتز، نظریه‌پرداز و سیاستمدار آلمانی و شهردار برلین (م. ۱۹۹۳)
- ۱۹۱۶ - هانری دوتیو، آهنگساز فرانسوی (م. ۲۰۱۳)
- ۱۹۲۰ - آلف رمزی، فوتبالیست و مدیر انگلیسی (م. ۱۹۹۹)
- ۱۹۳۶ - آلن هیگر، شیمی‌دان آمریکایی، برنده جایزه نوبل شیمی
- ۱۹۴۰ - جان هارت، بازیگر آمریکایی
- ۱۹۴۱ - یان کاپلینسکی، فیلسوف و نویسنده استونیایی
- ۱۹۴۴ - خسرو گلسرخی، نویسنده، روزنامه‌نگار و فعال ایرانی (م. ۱۹۷۴)
- ۱۹۴۸ – فرانس فرهاخن، دوچرخه‌سوار اهل بلژیک
- ۱۹۵۳ - جیم جارموش، کارگردان و فیلم‌نامه‌نویس آمریکایی
- ۱۹۵۵ - تامس دیوید جونز، فضانورد آمریکایی
- ۱۹۶۰ - مایکل هاتچنس، خواننده، شاعر و بازیگر استرالیایی (م. ۱۹۹۷)
- ۱۹۶۱ – دوون موریس، ورزشکار دو و میدانی اهل جامائیکا
- ۱۹۶۲ - سیروس قایقران، فوتبالیست ایرانی (م. ۱۹۹۸)
- ۱۹۶۷
  - اکاترینا زابو، ژیمناست رومانیایی
  - فرانک لبوف، فوتبالیست فرانسوی
- ۱۹۶۸ - نورمان اسعد،  بازیگر سوری.[۱]
- ۱۹۷۲ - گابریل مچ، بازیگر آمریکایی
- ۱۹۷۳ - روگریو سینی، فوتبالیست برزیلی
- ۱۹۷۴ - آوا دیواین، بازیگر فیلم‌های بزرگسالان آمریکایی
- ۱۹۷۷
  - هیدتوشی ناکاتا، فوتبالیست ژاپنی
  - لوکاس روزین، فوتبالیست برزیلی
- ۱۹۸۰ - جاناتان وودگیت، فوتبالیست انگلیسی
- ۱۹۸۱ - ویلا فورد، خواننده، شاعر و بازیگر آمریکایی
- ۱۹۸۵
  - اوریانتی، خواننده، شاعر و گیتاریست استرالیایی
  - محمد سیسوکو، فوتبالیست مالیایی
- ۱۹۸۶ – دنیل لی، طراح مد اهل بریتانیا
- ۱۹۸۷ - شین لونگ، فوتبالیست ایرلندی
- ۱۹۹۰ - الیزه کورنه، تنیسور فرانسوی

## درگذشت‌ها
- ۱۶۶۶ - شاه جهان، امپراتور گورکانیان (ز. ۱۵۹۲)
- ۱۹۰۱ - ملکه ویکتوریا، فرمانروای بریتانیا (ز. ۱۸۱۹)
- ۱۹۲۲ - بندیکت پانزدهم، پاپ کلیسای کاتولیک (ز. ۱۸۵۴)
- ۱۹۴۸ - محمد اسعاف النشاشیبی، زبان‌شناس، نویسنده و شاعر فلسطینی.[۲]
- ۱۹۶۸ - دوک کاهاناموکو، شناگران آمریکایی (ت. ۱۹۰)
- ۱۹۷۳ - لیندون بی. جانسون، سیاستمدار آمریکایی و ۳۶مین رئیس‌جمهور ایالات متحده آمریکا (ز. ۱۹۰۸)
- ۱۹۹۳ - کوبو آبه، نمایش‌نامه‌نویس و عکاس ژاپنی (ت. ۱۹۲۴)
- ۲۰۰۰ - آن ابر، نویسنده و شاعر کانادایی (ت. ۱۹۱۶)
- ۲۰۰۸ - هیت لجر، بازیگر و کارگردان استرالیایی (ت. ۱۹۷۹)
- ۲۰۱۰ - جین سیمونز، بازیگر انگلیسی-آمریکایی (ت. ۱۹۲۹)

## اعیاد و مراسم‌ها
- اعیاد مسیحی:
  - آناستاسیوس
- روز وحدت در کشور اوکراین